# 金明池街道
金明池街道是中华人民共和国河南省開封市龙亭区下辖的一个街道办事处。

## 行政区划
金明池街道下辖以下村级行政区划单位：
金康社区、康平社区、宋城社区、香榭里社区、集英社区、蔡屯社区、金明池社区、南正门社区、黄河社区、开元社区、金裕社区、蓝苑社区、宏康社区、金祥社区、金源社区、金宋社区。